# Calano

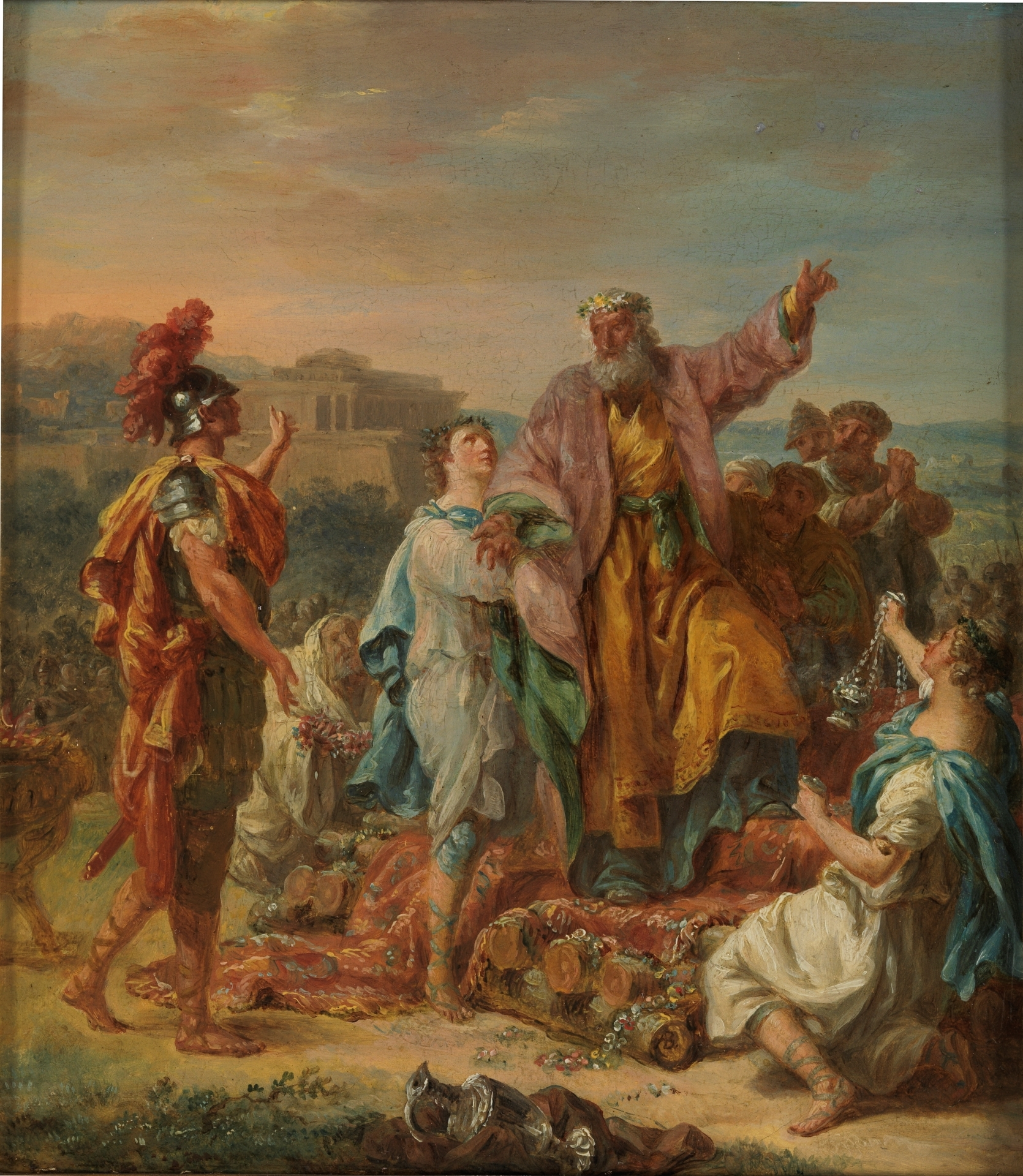
Jacques-Antoine Beaufort: La muerte de Calanus, 1779, óleo sobre tabla, Madrid, Museo del Prado. El filósofo en presencia de Alejandro Magno asciende a la pira en que se incinerará, anunciándole el reencuentro en tres meses en otra vida.

Calano (en griego Καλανός) fue un gimnosofista y filósofo hindú que formó parte de la corte de Alejandro Magno. Nacido en Taxila, acompañó a Alejandro en sus viajes a lo largo del imperio persa hasta su muerte por autoinmolación. Fue a través de Calano que Alejandro llegó a conocer al líder de los gimnosofistas, Dandamis, con el que tendría un famoso concilio.

## Biografía
Plutarco cree que su nombre real podría haber sido Esfinēs, pero dado que el filósofo recibió a los griegos a la voz de "Kalē!" o "kallāṇa!" ("¡Saludos!") éstos le llamaron Kalanos. Algunas fuentes modernas creen que Calano podría haber sido un jaina, pero es poco probable, teniendo en cuenta que los adeptos de esta creencia tienen prohibido tanto el uso del fuego como la inflicción de daño a sí mismos debido a sus convicciones sobre el ahimsa. Es más creíble que Calano hubiera sido hinduista o budista, ya que Taxila y Gandhara eran el centro del budismo de la época y no tenían apenas presencia jaina.

### Encuentro con Alejandro
Calano era uno de los gimnosofistas encontrados por la expedición de Alejandro Magno en la India. Diez de ellos incitaron a la ciudad de Sabas a levantarse contra él, pero el rey, tras interrogarlos sobre sus motivos y creencias, los indultó a causa de la agudeza filosófica que exhibieron. Aún interesado en estos sabios, envió a su propio filósofo Onesícrito, adepto de Diógenes, a visitar a un concilio de gimnosofistas que vivían cerca de los dominios del rey Taxiles. Entre ellos se encontraba Calano, en aquel momento tendido sobre piedras, el cual recibió a Onesícrito burlándose de sus ricas vestimentas y conminándole a desnudarse por completo como hacían ellos si deseaba hablar. El líder de los gimnosofistas, Dandamis, fue más comedido con el griego y reprendió a Calano por su arrogancia, prefiriendo mostrarse honrado con que un gran rey como Alejandro se preocupara por reunir sabiduría. Por mediación de Taxiles, quien aparentemente ya había sido avisado por Dandamis,
Calano visitó a Alejandro para deliberar sobre política y gobierno. Declinó, así mismo, los fastuosos regalos que el rey macedonio quiso otorgarle, afirmando que sus deseos no podían ser satisfechos por estos. Calano explicó en el transcurso de su conversación que, incluso si Alejandro ordenaba matarle, simplemente "sería liberado de su cuerpo de carne aquejado de la edad y enviado a una vida mejor y más pura." Alejandro intentó persuadir a Calano de acompañarle y quedarse en su corte, aunque fuera como prisionero, a lo que Calano replicó "¿De qué podría servirte yo, Alejandro, exhibido ante los griegos, si soy obligado a hacer lo que no deseo hacer?" En cualquier caso, Calano aceptó unirse a él y compartir sus enseñanzas, las cuales representaban "la honestidad y libertad de Oriente" según los griegos.

### Profecía y muerte

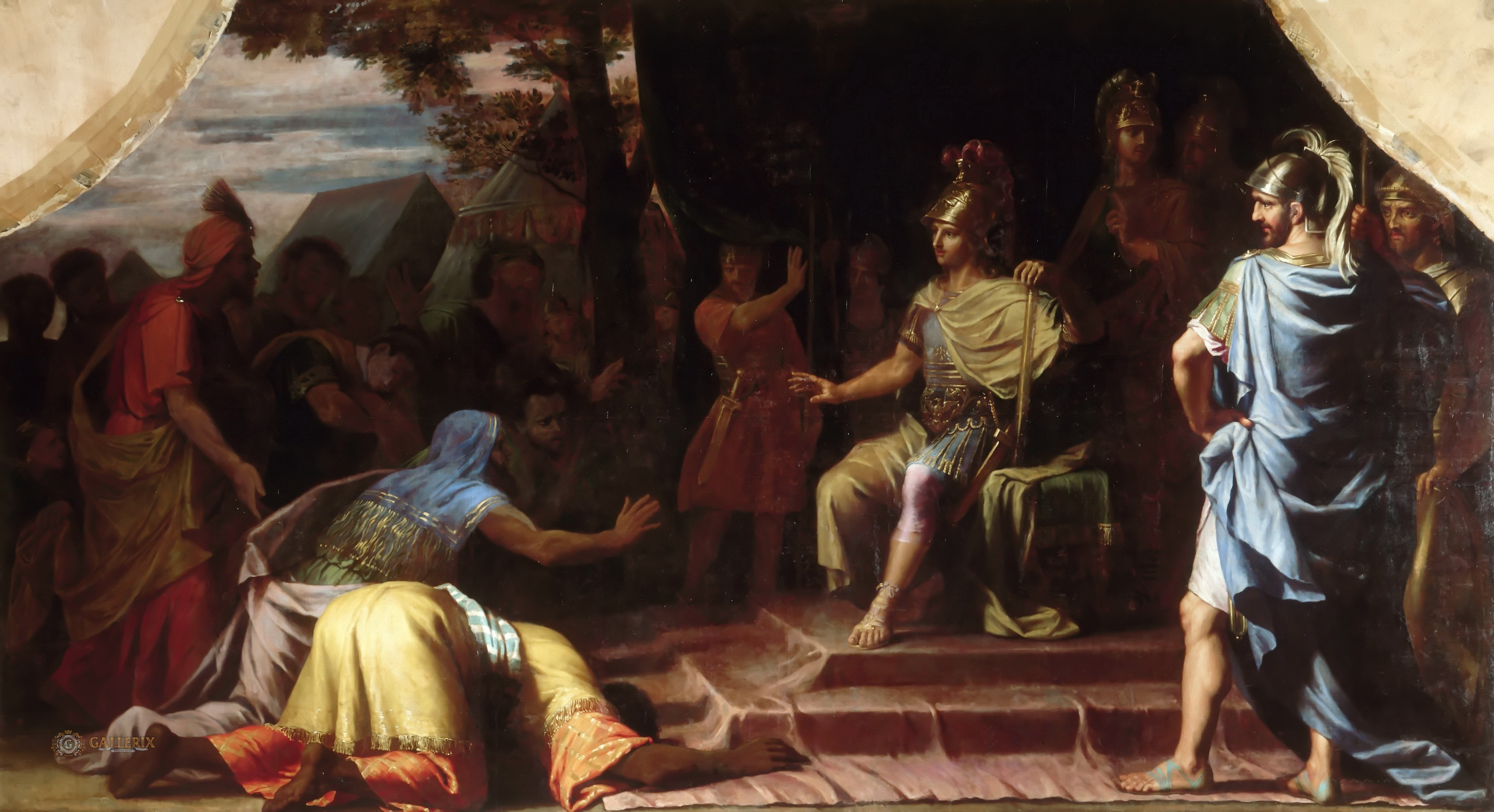
Alejandro Magno recibiendo las nuevas de la muerte por inmolación del gimnosofista Calanus - Jean-Baptiste de Champaigne - 1672

Calano tenía 73 años, una edad no poco respetable para su época, cuando cayó gravemente enfermo de una complicación intestinal en Persia. Siendo la primera vez que quedaba enfermo de gravedad, y viéndose encaminado a morir de consunción o quedar lisiado por la fiebre, el sabio solicitó a Alejandro permiso para inmolarse en una pira y poner fin a su sufrimiento. Aunque el rey intentó disuadirle de este propósito, terminó accediendo a sus deseos y mandó a Ptolomeo construir una pira para él de acuerdo con sus instrucciones, teniendo lugar el evento en Susa en el año 323 a. C. Según algunas fuentes, Alejandro no pudo asistir personalmente debido a ocupaciones militares.
El hindú acudió a la cita engalanado con guirnaldas, entonando cánticos indios y montado en su propio caballo, aunque otros dicen que se encontraba ya tan débil que debió de ser traído en una litera mientras los asisentes llevaban al equino. Le seguía una procesión de guardias de honor, aprendices y cortesanos llevando aceites y especies para arrojar a las llamas, junto con regalos y ofrendas, y entre los invitados se incluían los almirantes Nearco y Cares de Mitilene, Los regalos Calano los repartió entre sus discípulos y amigos, incluyendo su montura, que entregó a su pupilo Lisímaco, y ofició un último ritual de ungimiento antes de subir a la pira. Allí, exhortando a los presentes a celebrar y disfrutar en lugar de guardar luto, hizo la profecía de que pronto vería a Alejandro en Babilonia, y acto seguido hizo prender las llamas. Ante el asombro de todos los asistentes, Calano ardió hasta su muerte sin un solo gesto de dolor, manteniéndose tan sereno como había sido a lo largo de su vida.
Las últimas palabras del indio se tuvieron por una asombrosa profecía, ya que Alejandro murió efectivamente en Babilonia no mucho después, a pesar de que en el momento de la muerte de Calano no tenía planes de ir allí.

## Legado
Una carta a Alejandro escrita por Calano fue conservada por Filón de Alejandría.
Una pintura del año 1672 obra de Jean Baptiste de Champaigne representa a Alejandro Magno recibiendo las nuevas de la muerte por inmolación del gimnosofista Calanus. Actualmente está expuesta en el Gran Trianón del palacio de Versalles.